# Alžběta Vilemína Württemberská
Alžběta Vilemína Luisa Württemberská (21. dubna 1767 Trzebiatów – 18. února 1790 Vídeň) byla württemberská princezna a první manželka pozdějšího císaře Františka II.

## Původ
Narodila se v Trzebiatówě (německy Treptow an der Rega), tehdy součást Braniborského markrabství z manželství vévody Fridricha Evžena (1732–1797) s Bedřiškou Braniborsko-Schwedtskou (1736–1798) a byla už osmým narozeným dítětem z dvanácti.
Sourozenci: württemberský král Fridrich Vilém (1754–1816), Ludvík Fridrich (1756–1817), Evžen Fridrich (1758–1822), ruská carevna Marie Fjodorovna (původním jménem Žofie Dorota, 1759–1828), Vilém Fridrich (1761–1830), Bedřiška Alžběta (1765–1785), Alexandr Fridrich (1771–1833) a Jindřich Karel (1772–1838).

## Život
V patnácti letech přišla z podnětu císaře Josefa II. do Vídně, kde byla v salesiánském klášteře v katolické víře vychována, aby se mohla stát manželkou Josefova synovce Františka. Svatba se konala 6. ledna 1788 ve Vídni. O rok později Alžběta otěhotněla, ale její zdraví se povážlivě zhoršilo. Poté, co spatřila 15. února 1790 císaře Josefa po posledním pomazání na smrtelné posteli, omdlela a o dva dny později, 17. února roku 1790 pak na svět přivedla dceru Luisu Alžbětu. Porod byl dlouhý a těžký a k vybavení dítěte nakonec lékaři museli použít kleští; holčička se narodila silně poškozená a v roce a půl věku zemřela. Alžběta sama zemřela den po porodu na nezvládnutelné poporodní krvácení. Pohřbena byla v kapucínské kryptě ve Vídni.
Alžběta měla se stárnoucím císařem Josefem velmi vřelý vztah a stala se mu potěchou v jeho posledních dnech. Když však zemřela, císař ztratil i tu poslední chuť žít a skonal pouhé dva dny po ní. Její manžel, pozdější císař František II., se půl roku po její smrti znovu oženil.

## Potomci
- Luisa Alžběta (18. února 1790 Vídeň – 24. června 1791 Vídeň)